# مایکو فوجیکی
مایکو فوجیکی (انگلیسی: Mayuko Fujiki؛ زادهٔ ۲۱ ژوئن ۱۹۷۵) شناگر موزون اهل ژاپن است. وی از سال ۱۹۹۰ میلادی تاکنون مشغول فعالیت بوده‌است.